# Grupa Krynicka GOPR
Grupa Krynicka GOPR – jedna z  siedmiu grup regionalnych Górskiego Ochotniczego Pogotowia Ratunkowego. Prowadzi akcje ratownicze, szkolenia i zapobiega wypadkom na terenach górskich Beskidu Sądeckiego i zachodniej części Beskidu Niskiego.

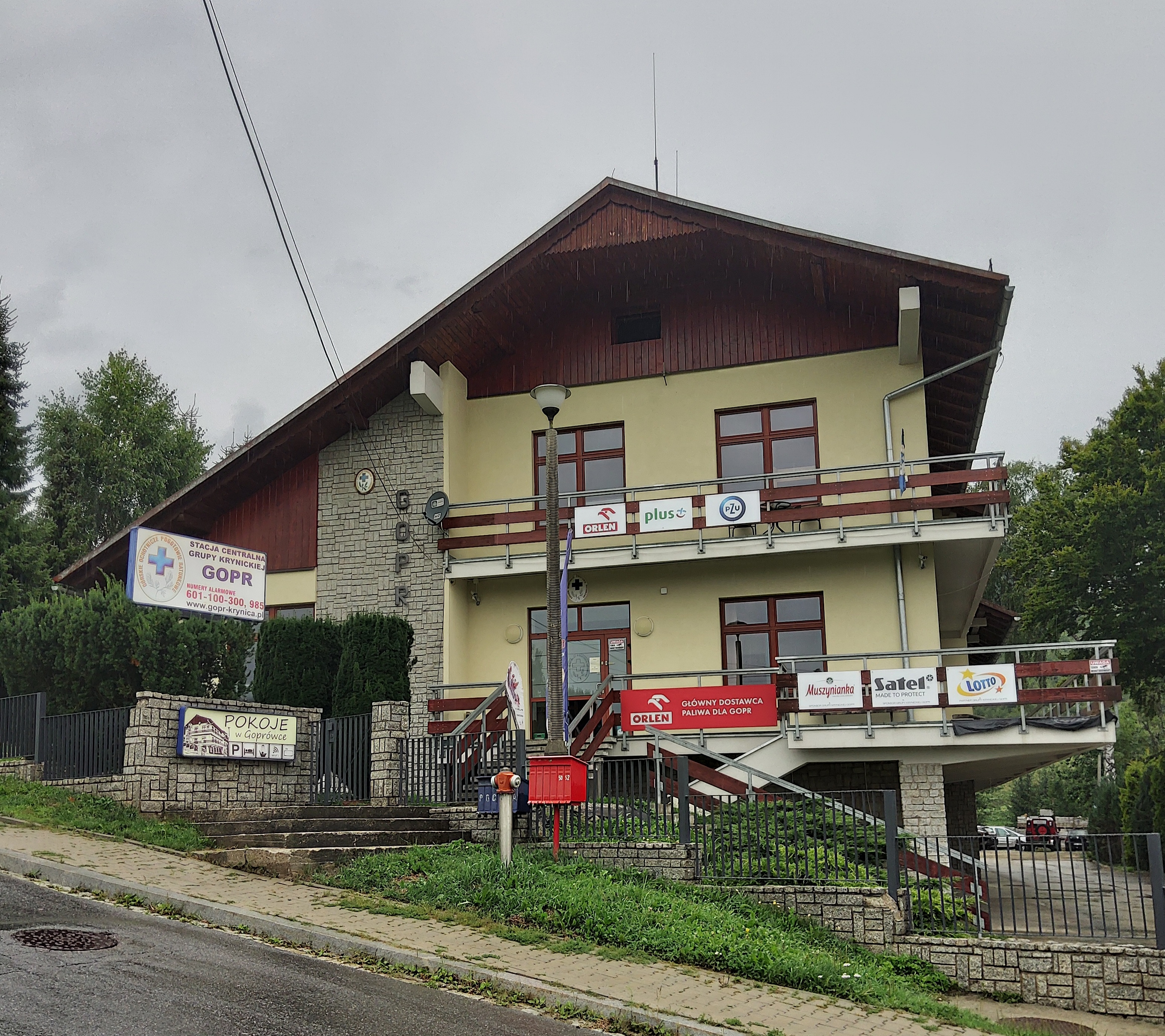
Stacja centralna Grupy Krynickiej GOPR w Krynicy-Zdroju

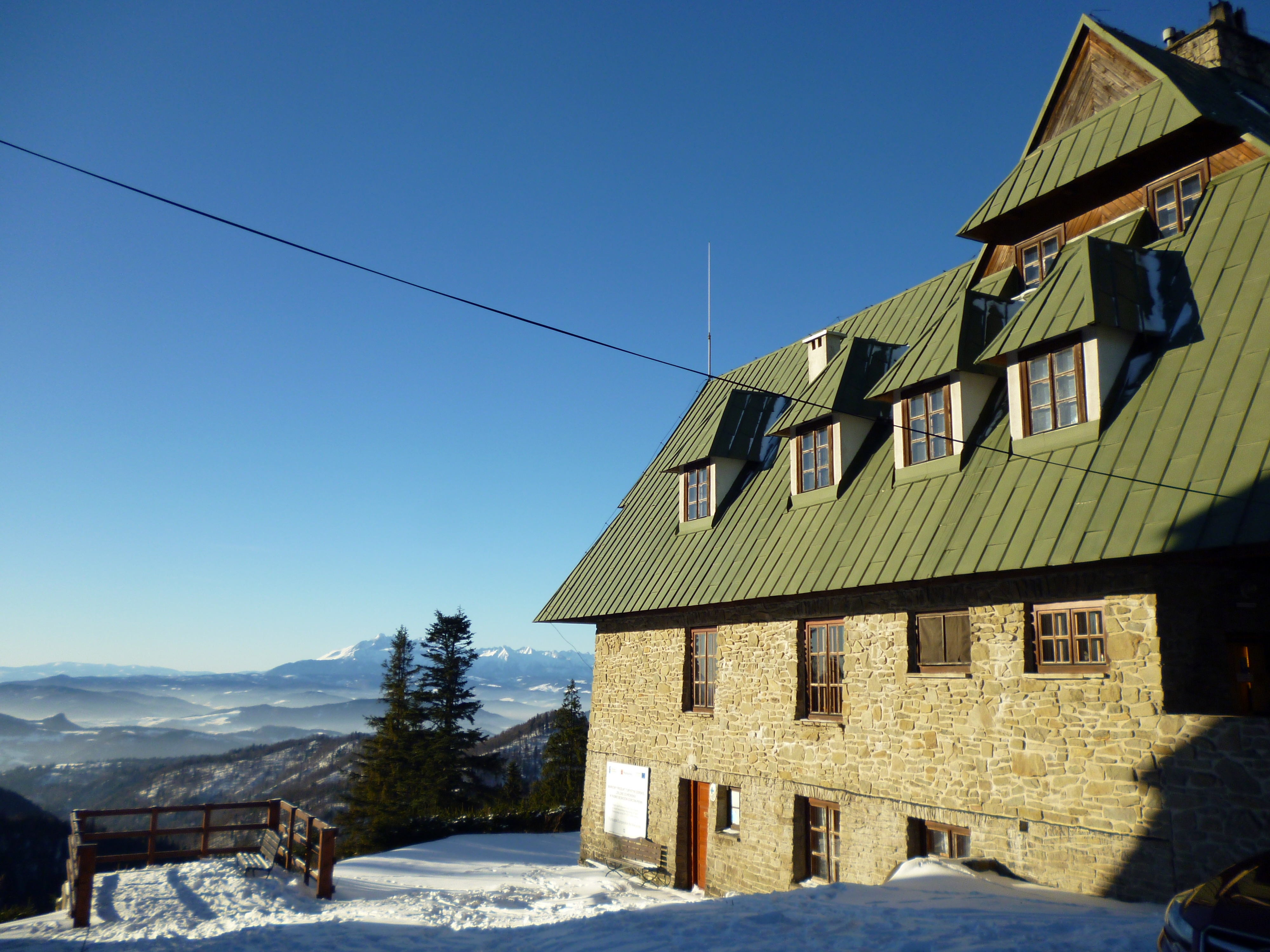
Schronisko na Przehybie, widoczne drzwi dyżurki GOPR

## Historia
W 1906 roku powstało w Nowym Sączu Towarzystwo Turystyczne „Beskid”, które po roku (w Wigilię Bożego Narodzenia 1907 roku) stało się oddziałem Towarzystwa Tatrzańskiego, przyjmując nazwę Beskid Pieniny, a później ponownie Beskid. W 1920 roku Towarzystwo Tatrzańskie zmieniło nazwę na Polskie Towarzystwo Tatrzańskie (PTT). W okresie międzywojennym w niższych od Tatr górach w Polsce organizowano oddziały ratunkowe, jako Sekcje Ratunkowe Oddziałów PTT oraz jako Zimowe Górskie Pogotowia Ratunkowe Towarzystwa Krzewienia Narciarstwa (TKN). Organizację Zimowego Górskiego Pogotowia TKN w Krynicy rozpoczęto w grudniu 1937 roku. Kierownikiem Pogotowia, które liczyło wtedy 27 przeszkolonych członków, został Andrzej Nowikow.
1 grudnia 1952 roku powołano Krynickie Ochotnicze Pogotowie Ratunkowe, które w 1956 roku stało się Grupą Krynicką GOPR.
Nową siedzibę stacji centralnej GOPR wybudowano i oddano do użytku w 1990, budynek zlokalizowano przy ul. Halnej w Krynicy-Zdroju.
W 2012 Grupa Krynicka GOPR była gospodarzem 64 Kongresu Międzynarodowego Komitetu Ratownictwa Alpejskiego ICAR (ang. International Commision for Alpine Rescue). W Krynicy-Zdroju odbywały się prelekcje, sympozja, dyskutowano nad techniką ratownictwa z zastosowaniem śmigłowców. W obradach uczestniczyły delegacje z 37 krajów zrzeszone w organizacji.

## Grupa Krynicka GOPR współcześnie

### Teren działania
Grupa działa na terenach Beskidu Sądeckiego obejmujących Pasmo Radziejowej, Pasmo Jaworzyny Krynickiej i Góry Leluchowskie oraz terenach zachodniej części Beskidu Niskiego obejmujących Góry Grybowskie, Góry Hańczowskie, Pasmo Magurskie i Pasmo graniczne. 
Granicami obszaru działania Grupy są: granica polsko-słowacka od Gromadzkiej Przełęczy do Przełęczy Beskid nad Ożenną, turystyczny szlak niebieski na odcinku Beskid – Ożenna, droga wojewódzka nr 992 na odcinku Ożenna – Krempna – Nowy Żmigród, droga wojewódzka nr 993 na odcinku Nowy Żmigród – Gorlice, droga krajowa nr 28 na odcinku Gorlice – Grybów – Nowy Sącz, droga krajowa nr 87 na odcinku Nowy Sącz – Stary Sącz, droga wojewódzka nr 969 na odcinku Stary Sącz – Łącko – Tylmanowa, zielony szlak turystyczny na odcinku Tylmanowa – Jaworzynka, szlak żółty na odcinku Jaworzynka – Dzwonkówka, czerwony szlak na odcinku Dzwonkówka – Radziejowa – Wielki Rogacz, szlak niebieski z Wielkiego Rogacza do Gromadzkiej Przełęczy.
W rejonie Pasma Radziejowej teren działania Grupy graniczy z terenem działania Grupy Podhalańskiej GOPR, a na terenie Beskidu Niskiego (od Przełęczy Beskid nad Ożenną drogami wojewódzkimi nr 992 i 993) – z terenem działania Grupy Bieszczadzkiej GOPR.

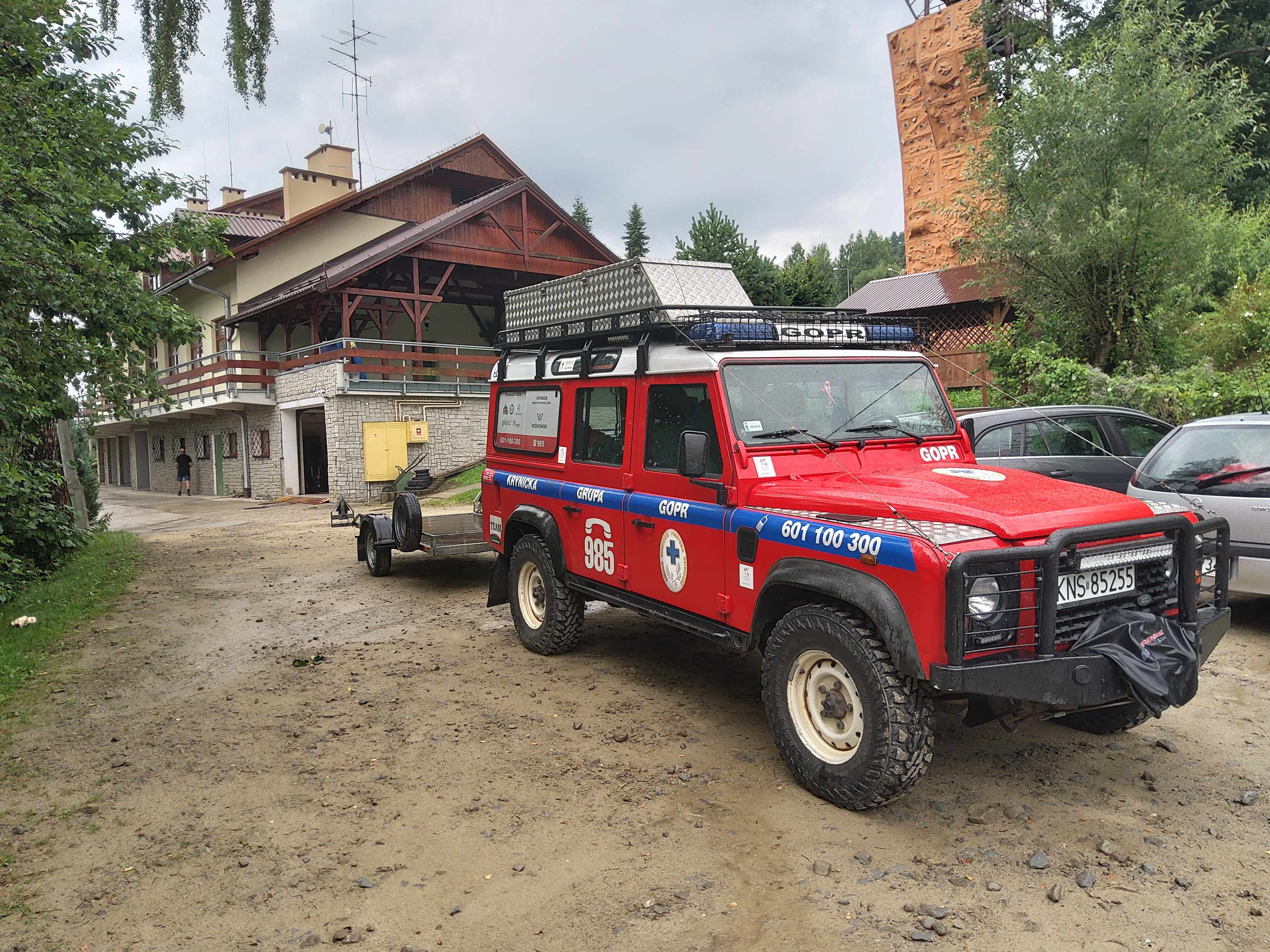
Samochód terenowy Krynickiej Grupy GOPR

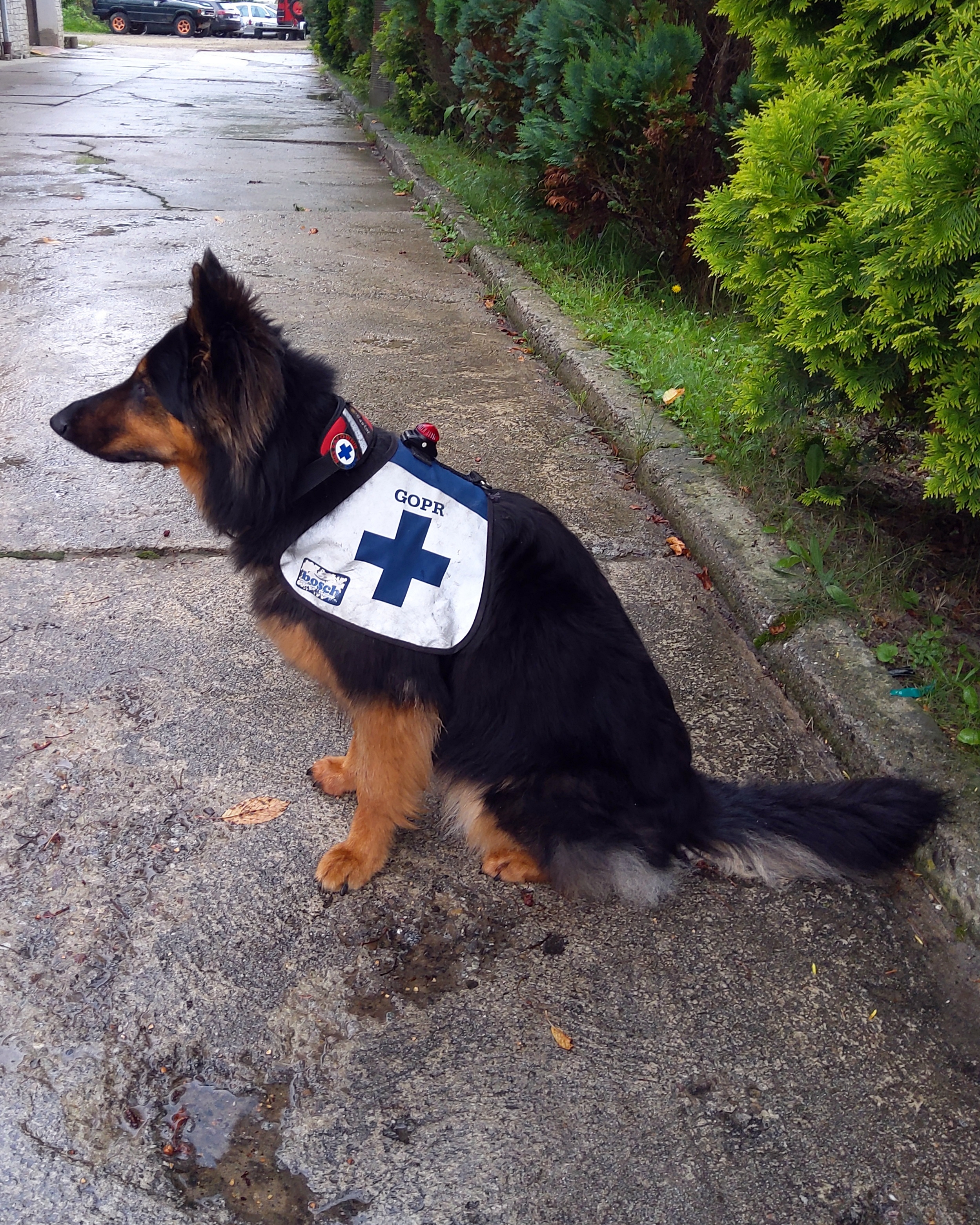
„Atena”, pies ratowniczy Grupy Krynickiej GOPR (2021)

### Stacje
Grupa dysponuje 7 stacjami ratowniczymi:
- Krynica-Zdrój (stacja centralna, ul. Halna 18, 33-380 Krynica-Zdrój)
- Regionalna Stacja Ratunkowa w Piwnicznej
- Terenowa Stacja Ratunkowa na Jaworzynie Krynickiej
- Terenowa Stacja Ratunkowa w budynku Schroniska PTTK na Przehybie
- Terenowa Stacja Ratunkowa na Magurze Małastowskiej
- Terenowa Stacja Ratunkowa w Foluszu
- Terenowa Stacja Ratunkowa w Krempnej

### Stan i wyposażenie
W 2023 roku Grupa dysponuje 15 zawodowymi ratownikami i 180 ochotnikami. W grupie służy również kilka psów ratowniczych. Jest m.in. wyposażona w kilkanaście samochodów terenowych.

### Władze
Prezesem zarządu w kadencji 2023–2027 jest Marcin Deja. Naczelnikiem Krynickiej Grupy GOPR jest Michał Słaboń.